# Predsjednička palača u Varšavi
Predsjednička palača u Varšavi (polj. Pałac Prezydencki w Warszawie) službeno je sjedište Predsjednika Republike Poljske zajedno s Palačom Belweder, također u Varšavi. Izvorno izgrađena 1643. za krunidbu hetmana Stanisława Koniecpolskog prema nacrtima Constantina Tencalle, a današnji neoklasicistički izgled poprima 1818. kada postaje sjedištem namjesnika Poljskog kraljevstva. U Palači se odvio niz događaja važnih za poljsku, europsku, ali i svjetsku povijest, od proglašenja Trećesvibanjskog Ustava Poljsko-Litavske Unije 1791. do potpisivanja Varšavskog ugovora 1955. Završetkom Prvog svjetskog rata bilo je sjedištem Vijeća ministara Druge Poljske Republike, da bi tijekom Drugog svjetskog rata bila sjedištem nacionalsocijalističkih snaga (»Njemačka kuća«, Deutsches Haus), a od 1994. sjedištem poljskog predsjednika.

## Vanjske poveznice
|  | Zajednički poslužitelj ima još gradiva o temi Predsjednička palača u Varšavi |